# أسفل الصفاة

تعديل مصدري - تعديل

أسفل الصفاة هي إحدى قرى عزلة القارة بمديرية رصد التابعة لمحافظة أبين، بلغ تعداد سكانها 33 نسمة حسب تعداد اليمن لعام 2004.